# Николай Хаджиминев
Николай Хаджиминев е български актьор.

## Биография
Роден е през 1951 година. През 2008 година започва да преподава във ВИТИЗ „Кръстьо Сарафов“ актьорско майсторство за кино и телевизия, и кинознание.

## Филмография
- Thick as Thieves (2009/I) – Емигрант 3
- Hannibal (2006) (TV) (uncredited) – Барка
- The Mechanik (2005) – Шеф на гаража
- Без семейна прилика (2-сер. тв, 2004) – Темерута
- Хайка за вълци (6-сер. тв, 2000) – бандитът Иван
- Хищна птица (1995) – Бащата на Николай
- Съдията (1986) – Бранко
- По следите на капитан Грант – („В поисках капитана Гранта“) (7-сер. тв, 1985, СССР/България)
- Денят не си личи по заранта (6-сер. тв, 1985) – (в 3 серии: III, IV, V)
- Златният век (11-сер. тв, 1984) – Курт (в 9 серии: I, II, III, IV, V, VII, VIII, IX и XI)
- Голямата игра („Большая игра“) (6-сер. тв, 1983, СССР/България)
- Орисия (1983)
- Хан Аспарух (1981)
- Служебно положение ординарец (тв, 1978)
- Записки по българските въстания (1976-1980), 13 серии - (в серия: XIII)